# Каан, Пьер
Пьер Каан (фр. Pierre Kaan; 10 января 1903 — 18 мая 1945) ― доктор философских наук, профессор, марксистский публицист и видный член французского движения Сопротивления во время Второй мировой войны.

## Общественный деятель, писатель, педагог (1919—1939)
Пьер Каан родился 10 января 1903 года в 5-м округе Парижа. После получения начального образования в школе, учёба в которой часто прерывалась из-за проблем со здоровьем, Каан поступает в 1919 году на подготовительные классы для сдачи вступительных испытаний в Высшую нормальную школу при лицее Людовика Великого. В лицее он основывает литературно-критический журнал под названием la Gerbe du Quartier Latin вместе со студентами Даниэлем Гереном, Жоржем Альтманом и Полем Вердье. Посещаемость Каана в подготовительных классах постоянно прерывалась, поскольку его родителям приходилось забирать его в Бретань, чтобы он мог восстановиться от повторяющихся приступов астмы. Несмотря на это, Пьер Каан всё же оказался достойным награждения дипломом по философии в l’Academie de Paris в 1923 году за свою диссертацию на тему «Социологические основы мышления Ницше в его творческий период (1876—1882)».
Известность Каана во французских академических и марксистских кругах росла. Однажды он был замечен Борисом Суварином, который предложил ему работу редакторском совете газеты l’Humanité. Он же вскоре после этого попросил Каана писать и для Bulletin Communiste.
В 1920-х годах Пьер Каан публиковался в ряде еврейских литературных журналов. В 1925 году Каан в сотрудничестве с Альбертом Коэном писал статьи в Revue Juive, литературном журнале, основанном Коэном, где публиковались критические статьи о еврейской литературе. Где-то между 1927 и 1928 годами Пьер Каан присоединился к другому литературному журналу под названием Palestine, главным редактором в котором был сионист Жюстен Годар.
Получив учёную степень агреже по философии в 1928 году, Пьер Каан стал ассоциированным профессором при кафедре литературы и философии в средней школе в Монтаржи. Однако в сентябре 1929 года он уходит со своей должности из-за необходимости исполнить воинские обязанности. Военные сборы завершаются в ноябре того же года, и после них он уходит преподавать в другую школу, на этот раз в Ножан-Ле-Ротру.
Из-за разногласий по поводу взаимоотношений с Советским Союзом Пьер Каан, будучи противником сталинизма, покидает Французскую коммунистическую партию (ФКП) в 1929 году. Затем он присоединился к новому политическому объединению Бориса Суварина, Демократическому коммунистическому кружку (Cercle Communiste Démocratique), в состав которого также входили Симона Вейль, Жорж Батай и Раймон Кено.
В 1931 году Пьер Каан, воспользовавшись предложением Суварина, становится редактором в газете в La Critique Sociale, где писали Батай, Вейль, Кено, Люсьен Лора и многие другие философы и экономисты. Статьи в газете были посвящены обзору новых социальных и политических веяний в мире. Газета была одним из самых читаемых изданий во Франции в 1930-х годах.

## Участник Сопротивления(1939—1944)
Вскоре после выступления маршала Филиппа Петена с речью перед французским народом 17 июня 1940 года, Пьер Каан поначалу безуспешно пытается вступить в отряд Сопротивления. Публицист поставил себе задачу объединения всех тех, кто собирается продолжать борьбу против нацистов. Наряду со своими старыми товарищами (Жан Кавальес и Лео Хамон в Тулузе), он принимал участие в основании отряда Libération-Sud. В феврале 1942 года Пьер Каан был зачислен в Forces Françaises Combattantes. Документ о его зачислении был выдан ему лично Жаном Муленом, когда он приехал навестить философа в его доме в Монлюсоне. Каан провел ряд операций в качестве члена Libération-Sud по всей округе Монлюсона вместе с людьми из ближайшего окружения мэра Монлюсона, Маркса Дормуа. Каан занимался самыми различными вещами, будь то написание антинацистских лозунгов на стенах, распространение антинацистской литературы, или же составление отчетов, предназначенных для штаба Сражающейся Франции в Лондоне. В 1942 году Каан проводил разведку окружающей территории, пытаясь найти подходящие зоны для высадки воздушно-десантных войск и партизан. 6 января 1942 года он сыграл важную роль в организации крупной демонстрации, направленной против депортации рабочих в Германию после выступления Пьера Лаваля, премьер-министра режима Виши. После успешного проведения операций в Монлюсоне Пьер Каан назначается заместителем Жана Мулена, одного из руководителей Французского национального комитета. Каан был ответственен за сохранность транспортных и коммуникационных связей между Лионом и той половиной Франции, которая была оккупирована нацистами.

## Арест, депортация, тюремное заключение, освобождение (1944—1945)
По доносу одного из коллаборационистов Пьер Каан был арестован гестапо 29 декабря 1943 года, находясь на станции метро в Париже. Его подвергли пытке и затем депортировали в Бухенвальд. Из Бухенвальда он был переведён в Глайну, где был освобождён в конце войны при участии чешских антифашистов. Он умер несколько дней спустя её окончания в госпитале города Ческе-Будеёвице 18 мая 1945 года, будучи измученным тифом и туберкулёзом.

## Награды
За свои заслуги во время войны Каан получил несколько наград. 12 мая 1948 года французское правительство объявило, что ему посмертно присуждаются Орден Почётного легиона, Медаль Сопротивления с розеттой и Военный крест с серебряной пальмовой ветвью. В том же году Великобритания наградила его посмертно Королевским знаком за храбрость.

## Публикации

### Статьи
- Kaan, P., 1928. 'Étude sur l’ouvrage d’Henri de Man: Au-delà du Marxisme'. Bulletin Communiste, No. 27-28, April-July.
- Kaan, P., 1931. 'Dogme et verité'. La Critique Sociale, No. 2, July, pp. 53—55.
- Kaan, P., Laurat, L., 1931. 'A propos des lettres de Sorel'. La Critique Sociale, No. 3, October, pp. 107—?.
- Kaan, P., 1933. 'Matérialisme et communisme'. La Critique Sociale, No. 8, April, pp. 67—69.
- Kaan, P., 1939. 'La logique de l’irrationalisme'. In: François George ed. 1987. La Liberté de l’Esprit: Visages de la Résistance. Lyon, France: La Manufacture.
- Kaan, P., 1940. 'Stalinisme ou hitlérisme dans une Europe organisée'. Les Nouveaux Cahiers, April, No. 56. Reprinted in 1998 in Commentaire, 'Mémoire et oubli du communisme', p. 379.